# Raynaud de Bar-sur-Seine
Pour les articles homonymes, voir Raymond de Bar (homme politique) et de Bar.
Raynaud de Bar (également appelé Raymond de Bar, Raynald de Bar ou encore Reinard de Bar) fut abbé de Cîteaux de 1134 au 16 décembre 1150.
Il est le fils de Milon II, comte de Bar-sur-Seine, et de Mathilde de Noyers.

## Biographie
Moine à l'abbaye de Clairvaux, il est nommé en 1134 abbé de Cîteaux.
Il recueille et ordonne la première collection des statuts cisterciens.
Il est un des artisans de la réunion des abbayes bénédictines d'Aubazine et de Savigny.
Il a été béatifié par l'Église catholique et sa fête est le 16 décembre (fête locale).